# Eric Decker
Eric Thomas Decker (Cold Spring, Minnesota; 15 de marzo de 1987) es un jugador profesional de fútbol americano estadounidense que juega en la posición de wide receiver y actualmente milita en los Tennessee Titans de la National Football League (NFL).

## Biografía
Decker asistió a Rocori High School en Cold Spring, Minnesota. Allí practicó fútbol americano, baloncesto y béisbol, donde fue dos años consecutivos MVP de su equipo en fútbol.
Durante su carrera preparatoria en fútbol, Decker logró 2,156 yardas de recepción y 28 touchdowns.
Tras su paso por el instituto, Decker asistió a la Universidad de Minnesota, donde en su primer año (2008) logró 84 capturas para 1,074 yardas y 7 touchdowns.

## Carrera

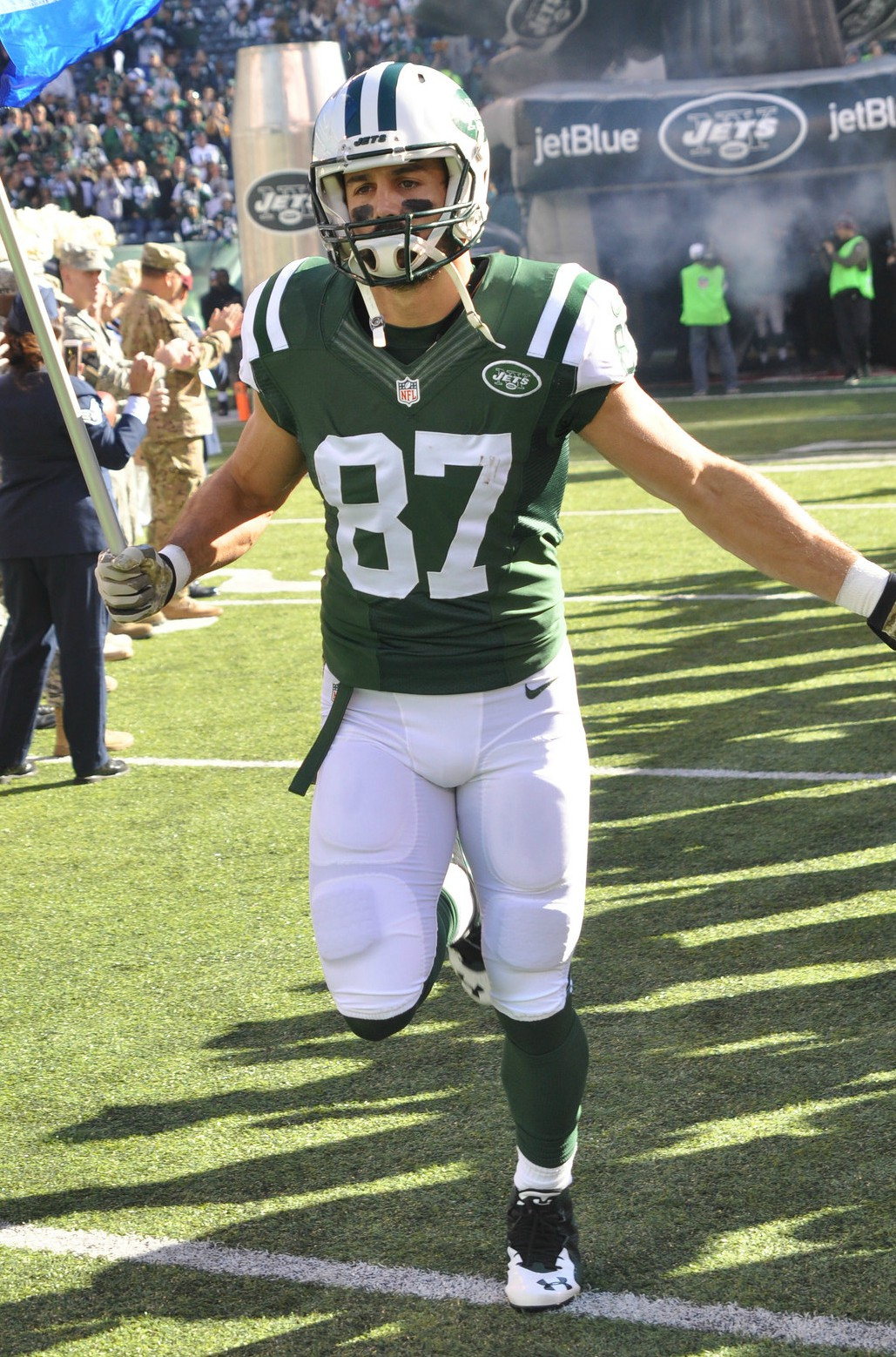
Eric Decker, en un partido contra los Jacksonville Jaguars el 8 de noviembre de 2015.

### Denver Broncos
Decker fue seleccionado por los Denver Broncos en la tercera ronda (puesto 87) del draft de 2010. El 27 de julio de 2010, Decker firmó un contrato de 4 años, por un valor de $2,522,000.
En 2013, Decker logró su mejor temporada como profesional, en la que consiguió 87 recepciones para 1,288 yardas, sin embargo, logró dos touchdowns menos que en 2012, 11.
Con los Broncos, Decker consiguió tres títulos de división consecutivos, un campeonato de la AFC y llegó hasta la Super Bowl XLVIII, donde perdió frente a los Seattle Seahawks por 43-8. En ella, Decker solo logró una recepción para 6 yardas.

### New York Jets
El 12 de marzo de 2014, Decker firmó un contrato de 5 años por un valor de $36 millones con los New York Jets. Durante su primera temporada con los Jets, Decker anotó 5 recepciones para touchdown.
En 2015, Decker logró su mejor temporada como Jet hasta la fecha, en la que consiguió 12 touchdowns y 1,027 yardas de recepción. Su siguiente temporada, en 2016, Decker estuvo lesionado por una lesión de hombro.

### Tennessee Titans
El 18 de junio de 2017, Decker firmó un contrato de 1 año con los Tennessee Titans.

## Vida personal
El 22 de junio de 2013, Decker se casó con la cantante de country Jessie James.  Tienen tres hijos; una hija, Vivianne Rose Decker nacida en marzo de 2014, y dos hijos; Eric Thomas Decker II, nacido el 3 de septiembre de 2015, y otro nacido en marzo de 2018.